# Francisco Ramón Vicuña Larraín
Francisco Ramón Vicuña Larraín (Santiago, 9 de setembro de 1775 - Santiago, 13 de Janeiro de 1849) foi militar e político chileno, exercendo brevemente a presidência da república entre 1829 e 1830.
Larraín foi filho de Francisco de Vicuña Hidalgo y Zavala e de María del Carmen Larrain Salas y Vicuña. Participou da independência, organizando a  primeira fábrica de fuzis do país e formando parte do congresso constituinte de 1811. Acusado de Conspirar contra os irmãos Carrera, foi preso e exilado. 
Voltou ao país depois da vitória de Chacabuco em 1817, sendo nomeado delegado de governo nas províncias do norte, pelo diretor supremo Bernardo O'Higgins. Em seu regresso a Santiago foi nomeado regente do município.
Em 1818, depois do desastre de Cancha Rayada, incorporou-se ao exército com a patente de Coronel, mas não pode participar da batalha de Maipú por estar resguardando ao posto de Pirque.
Em 1823 foi eleito membro do congresso constituinte e Presidente da comissão de Constituição, preconizando a ideia federalista proclamada pelo jornalista José Miguel Infante.
Em 1829, sendo presidente do senado, exerceu provisoriamente o cargo de presidente da república. Deixa o poder devido a vitória das forças conservadora na guerra civil de 1830 e a seus problemas de saúde. Retirou-se da pública e faleceu em Santiago em 13 de Janeiro de 1849.

## Ministros de Estado
| Ministério                     | Nome/Período                                                                                   |
| ------------------------------ | ---------------------------------------------------------------------------------------------- |
| Interior e Relações Exteriores | Melchor José Ramos (interior) Juan Francsco de Zegers (relações) José Nicolás de la Cerda      |
| Guerra e Marinha               | Santiago Muñoz Bezanilla (guerra) José Manuel Calderón (marinha) José Antonio Pérez de Cotapos |
| Fazenda                        | José Raymundo Pedro José Prado                                                                 |